# Achille Fanien
Pour les articles homonymes, voir Fanien.
Achille Fanien est un homme politique français né le 9 janvier 1827 à Lillers (Pas-de-Calais) et mort le 25 juillet 1915 à Paris.

## Biographie
Propriétaire d'une importante manufacture de chaussures, il est conseiller général du canton de Lillers en 1878. Il est député du Pas-de-Calais de 1881 à 1885 et de 1889 à 1902, siégeant comme républicain. Il meurt le 25 juillet 1915 à la clinique Oudinot dans le 7e arrondissement de Paris et est inhumé au cimetière de Passy (8e division).

## Sources bibliographiques
- « Achille Fanien », dans Adolphe Robert et Gaston Cougny, Dictionnaire des parlementaires français, Edgar Bourloton, 1889-1891 [détail de l’édition]
- « Achille Fanien », dans le Dictionnaire des parlementaires français (1889-1940), sous la direction de Jean Jolly, PUF, 1960 [détail de l’édition]